# 吉川梨優那
吉川 梨優那（よしかわ りゆな、2001年10月8日 - ）は、日本の女子プロボクサーである。大阪府堺市出身。泉北ボクシングジム所属。第4代WBOアジア太平洋女子ミニマム級王者。

## 来歴
小3でキックボクシングを始め、小6からパンチを習得する目的でボクシングジムに通い、中3よりボクシングに専念。元女子世界王者の野上奈々（現役時代のリングネームは好川菜々）が地元でディアマンテジムを設立すると、プロボクサーを目指すために入門。
2019年12月9日、大阪府立体育会館（エディオンアリーナ大阪）第2競技場にて渡邊葵戦でデビューも判定負け。
2020年10月22日、後楽園ホールにて現役女医ボクサーの高橋怜奈と対戦し、2回TKOで初勝利。
2021年4月4日、堺市産業振興センターにて川口玲可と対戦し引き分け。以降は連勝を重ねる。
2022年4月29日、堺市産業振興センターにてミニマム級7位の犬飼萌美と対戦予定だったが、犬飼の負傷のため村神歩稔との5階級上のスーパーバンタム級での契約試合に変更。しかし、前WBO女子世界スーパーフライ級王者の奥田朋子とのスパーリングなどで試合に備え、判定勝ち。
2022年7月24日、堺市産業振興センターにてアトム級4位の樽井捺月と対戦し、2-0判定で勝利。
2022年11月27日、堺市教育文化センター（ソフィア堺）にてWBO女子アジアパシフィックミニマム級王座決定戦をWBC世界女子アトム級3位のノル・グロと行い、3-0判定で勝利し王座獲得、ディアマンテジムに初タイトルをもたらすとともに日本初の女子師弟タイトル獲得となった。
2023年5月3日、和泉シティプラザにて前日本女子アトム級王者の伊賀薫相手にWBOアジアパシフィック王座の初防衛戦に臨み、ジャッジ1人がフルマークの3-0判定で勝利し王座初防衛に成功。
2024年1月12日、後楽園ホールでの『フェニックスバトル109』にてWBA女子世界アトム級9位中野真由美相手にWBO女子アジアパシフィック王座の2度目の防衛戦を行い、8回0-2（75-75、75-77×2）の判定負けを喫し防衛に失敗、王座から陥落した。
2024年3月16日、初となる海外遠征として韓国・ソウルのスイスグランドホテルにて韓国KBM女子ライトフライ級王者の徐麗京とJBC非公認のWIBA女子世界ミニマム級王座決定戦を行った。なお、日本人によるWIBA王座挑戦は
2018年3月4日に韓国・大田にて日向野知恵が李恩惠の持つWIBA世界フライ級王座に挑んで以来約6年ぶりとなったが、試合は1-1判定で引き分けとなり王座獲得はならなかった。
2024年10月25日、泉北ジムに移籍。
2025年7月27日、神戸市立中央体育館にて女子日本ミニマム級王座決定戦として2位の前原香那枝と対戦、2回にダウンを奪われるもその後はパンチをまとめて2-1判定で勝利し日本王座獲得。

## 戦績
- 10戦 6勝 (1KO) 2敗 2分

| 戦           | 日付           | 勝敗 | 時間    | 内容    | 対戦相手                 | 国籍       | 備考                                  |
| ------------ | -------------- | ---- | ------- | ------- | ------------------------ | ---------- | ------------------------------------- |
| 1            | 2019年12月9日  | ★    | 4R      | 判定0-3 | 渡邊葵（真正）           | 日本       | プロデビュー戦                        |
| 2            | 2020年10月22日 | ☆    | 2R 1:43 | TKO     | 高橋怜奈（ワタナベ）     | 日本       |                                       |
| 3            | 2021年4月4日   | △    | 4R      | 判定1-0 | 川口玲可（フュチュール） | 日本       |                                       |
| 4            | 2021年11月21日 | ☆    | 4R      | 判定3-0 | 下野有香（YuKO）         | 日本       |                                       |
| 5            | 2022年4月29日  | ☆    | 4R      | 判定3-0 | 村上歩稔（升田）         | 日本       |                                       |
| 6            | 2022年7月24日  | ☆    | 6R      | 判定2-0 | 樽井捺月（山木）         | 日本       |                                       |
| 7            | 2022年11月27日 | ☆    | 8R      | 判定3-0 | ノル・グロ               | フィリピン | WBO女子アジア太平洋ミニマム級王座獲得 |
| 8            | 2023年5月3日   | ☆    | 8R      | 判定3-0 | 伊賀薫（真正）           | 日本       | WBO太平洋王座防衛1                    |
| 9            | 2024年1月12日  | ★    | 8R      | 判定0-2 | 中野真由美（中野）       | 日本       | WBO太平洋王座陥落                     |
| 10           | 2024年3月16日  | △    | 10R     | 判定1-1 | 徐麗京                   | 韓国       | WIBA世界ミニマム級王座決定戦          |
| 11           | 2025年7月27日  | ☆    | 6R      | 判定2-1 | 前原香那枝（三迫）       | 日本       | 女子日本ミニマム級王座獲得            |
| テンプレート |                |      |         |         |                          |            |                                       |

## 獲得タイトル
- 第4代WBOアジア太平洋女子ミニマム級王座（防衛1=陥落）
- 女子日本ミニマム級王座（防衛0）